# Spaliny Wielkie
Spaliny Wielkie (deutsch Groß Spalienen, 1938 bis 1945 Neuwiesen) ist ein Dorf in der polnischen Woiwodschaft Ermland-Masuren. Es gehört zur Gmina Rozogi (Landgemeinde Friedrichshof) im Powiat Szczycieński (Kreis Ortelsburg).

## Geographische Lage
Spaliny Wielkie liegt östlich des Flüsschens Szkwa in der südlichen Mitte der Woiwodschaft Ermland-Masuren, 31 Kilometer südöstlich der Kreisstadt Szczytno (deutsch Ortelsburg). Die Staatsgrenze des Deutschen Reiches, Provinz Ostpreußen, zu Polen lag ein Kilometer südlich des Dorfes. Sie wird hier heute von der Grenze zwischen der Woiwodschaft Ermland-Masuren zur Woiwodschaft Masowien gebildet.

## Geschichte
Spaliehnen (nach 1785 Groß Spalienen) wurde als Schatulldorf gegründet. Die entsprechende Handfeste ist auf den 21. Juli 1708 datiert, wonach Martin Bartsch den Auftrag erhielt, die Ortsstelle mit 20 Bauern zu besetzen.
1781 wurden die Vermögensverhältnisse der Bauern als „schlecht“ bezeichnet. Die Einwohner lebten von Ackerbau, Viehzucht und Aschenbrennerei. Nebenbei trieben sie Leinwandweberei. Alleine schon den Heubedarf mussten sie in Polen kaufen.
Zwischen 1874 und 1945 war Groß Spalienen in den Amtsbezirk Farienen (polnisch Faryny) im ostpreußischen Kreis Ortelsburg eingegliedert. Im Jahre 1910 zählte Groß Spalienen 317 Einwohner.
Wenige Monate nach Ausbruch des Ersten Weltkrieges verlief die Frontlinie von Herbst 1914 bis Februar 1915 in unmittelbarer Nachbarschaft des Dorfes. Der angerichtete Schaden war immens: 52 Wohn- und 90 Wirtschaftsgebäude wurden von den Russen eingeäschert. Doch noch während des Krieges sorgten die Einwohner für den Wiederaufbau.
Aufgrund der Bestimmungen des Versailler Vertrags stimmte die Bevölkerung in den Volksabstimmungen in Ost- und Westpreußen am 11. Juli 1920 über die weitere staatliche Zugehörigkeit zu Ostpreußen (und damit zu Deutschland) oder den Anschluss an Polen ab. In Groß Spalienen stimmten 229 Einwohner für den Verbleib bei Ostpreußen, auf Polen entfielen keine Stimmen.
Mit der Gründung einer Entwässerungsgesellschaft 1927 setzte eine wirtschaftliche Aufwärtsentwicklung ein, konnten durch deren Maßnahmen doch große Acker- und Wiesengebiete neu erschlossen werden. Die Einwohnerzahl Groß Spalienens belief sich 1933 auf 298.
Aus politisch-ideologischen Gründen der Abwehr fremdländisch klingender Ortsnamen wurde Groß Sopalienen am 3. Juni – amtlich bestätigt am 16. Juli – 1938 in „Neuwiesen“ umbenannt. Die Einwohnerzahl belief sich ein Jahr später auf 323.
Neuwiesen wurde 1945 in Kriegsfolge mit dem gesamten südlichen Ostpreußen an Polen überstellt und erhielt die polnische Namensform „Spaliny Wielkie“. Heute ist das Dorf Sitz eines Schulzenamtes (polnisch Sołectwo) und als solches eine Ortschaft im Verbund der Landgemeinde Rozogi (Friedrichshof) im Powiat Szczycieński (Kreis Ortelsburg), bis 1998 der Woiwodschaft Ostrołęka, seither der Woiwodschaft Ermland-Masuren zugehörig. Die Zahl der Einwohner belief sich im Jahre 2011 auf 199.

## Kirche
Kirchlicherseits war Groß Spalienen resp. Neuwiesen bis 1945 nach Friedrichshof (Rozogi) ausgerichtet: zur evangelischen Kirche Friedrichshof in der Kirchenprovinz Ostpreußen der Kirche der Altpreußischen Union sowie zur römisch-katholischen Pfarrei Liebenberg (polnisch Klon) im damaligen Bistum Ermland. Heute besteht katholischerseits der Bezug zu Rozogi im Erzbistum Ermland. Die evangelischen Einwohner gehören jetzt zur Kirche in Szczytno (Ortelsburg) in der Diözese Masuren der Evangelisch-Augsburgischen Kirche in Polen.

## Schule
Eine Schule wurde in Groß Spalienen im Zeitalter Friedrich Wilhelms I. gegründet. Das Gebäude wurde 1920 neu errichtet.

## Verkehr
Spaliny Wielkie liegt nur wenige Kilometer östlich der verkehrsreichen polnischen Landesstraße 53 (einstige deutsche Reichsstraße 134) und ist von dort über den Abzweig in Rozogi über die Nebenstraße nach Karpa (Karpa, 1938 bis 1945 Karpen) – bereits im Powiat Piski (Kreis Johannisburg) gelegen – zu erreichen. Außerdem besteht eine Nebenstraßenverbindung zum Nachbarort Kwiatuszki Wielkie (Groß Blumenau).
Eine Anbindung an den Bahnverkehr ist nicht gegeben.